# Schloss Lauenstein

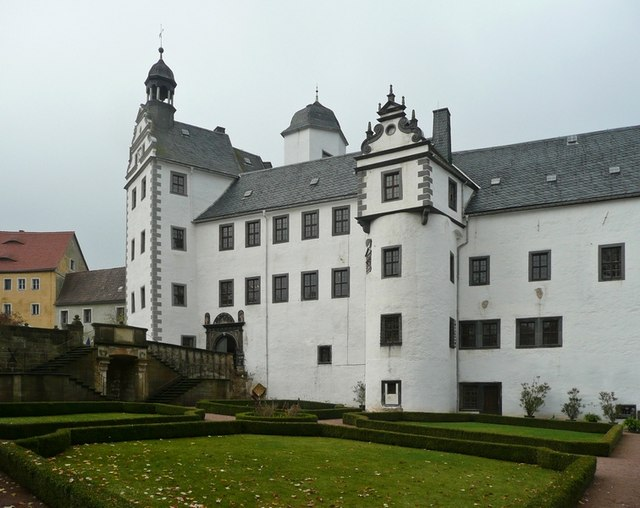
Schloss Lauenstein

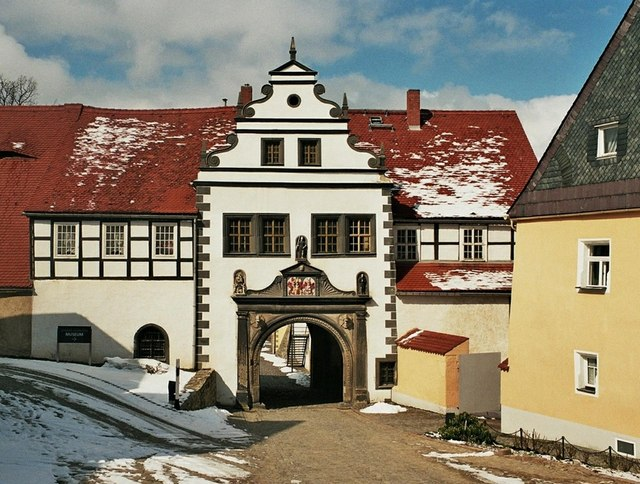
Torhaus

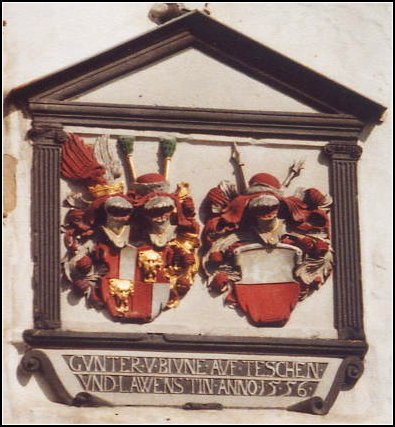
Allianzwappen Bünau-Ebeleben

Schloss Lauenstein entstand aus einer im Kern aus dem 13. Jahrhundert stammenden Burg im Ortsteil Lauenstein von Altenberg im Landkreis Sächsische Schweiz-Osterzgebirge in Sachsen, die seit der Mitte des 16. Jahrhunderts erweitert und zum Schloss ausgebaut wurde. Das Bauwerk wird heute vom Osterzgebirgsmuseum Schloss Lauenstein genutzt.

## Geschichte
Das Bauwerk ist eine unregelmäßige Anlage, die auf dem steil abfallenden Bergsporn von annähernd dreieckigem Grundriss liegt. Sie besteht aus einem umfangreichen, vorgelagerten Wirtschaftshof, dem Torhaus und einer barocken Gartenanlage. Restaurierungen erfolgten in den Jahren 1957–1960, 1969, 1974 (Türkensaal) und seit 1979. Nach den Restaurierungsarbeiten ab Mitte der 1970er Jahre wurde das Schloss 1980 als Museum wiedereröffnet. Ab 1990 wurden Sicherungsarbeiten an dem Ruinenteil durchgeführt und der Schlosspark wiederhergestellt.
Die ältesten Teile sind die aus der Zeit ab der Mitte des 13. Jahrhunderts stammenden Untermauerungen, Kellergewölbe und die Ruinen um den westlich gelegenen Trompetersaal aus der Zeit um 1600, der 1849 bis auf die Nordwand abgetragen wurde. Die bisher aufgefundenen zwei Stockwerke darunter gehören ebenfalls zu der älteren Anlage. Um 1480 wurden der Westflügel und die Schlosskapelle errichtet und der Flügel ab 1609 zur Galerie umgestaltet. An der Hofseite ist noch der ehemalige, leicht spitzbogige Haupteingang mit Nebenpforte erhalten. Dieser westliche Trakt ist zum Teil noch mit Vorhangbogenfenstern versehen, die Kapelle zusätzlich mit einem Maßwerkfenster. Vom äußeren Mauerring blieben die beiden Rund- und Halbrundtürme an der Ostseite und der quadratische Turm an der Südostseite erhalten. Sie wurden um die Mitte des 16. Jahrhunderts in den Umbau der Burg einbezogen, die hauptsächlich unter Günther von Bünau zu einem prunkvoll ausgestatteten Renaissanceschloss umgestaltet wurde.
Ab April 1943 wurden die wertvollsten Bestände der Staats- und Universitätsbibliothek Hamburg in den Kellergewölben des Schlosses eingelagert. Im Februar 1946 wurden Teile dieser eingelagerten Bestände durch die Rote Armee beschlagnahmt und am 1. August 1946 nach St. Petersburg überführt. Ein großer Teil dieser Kriegsbeute kam im Mai 1991 zurück nach Hamburg.
Das denkmalgeschützte Renaissanceschloss beherbergt heute in seinen über 30 Räume eine vielfältige Dauerausstellung (Leben und Werk von George Bähr, dem Erbauer der Dresdner Frauenkirche; Baugeschichte des Schlosses; Kursächsische Postmeilensäulen; die Lauensteiner Herrschaft und der Bergbau; Natur des Osterzgebirges). Schloss Lauenstein zählt seit 2019 als Bestandteil zum UNESCO-Welterbe Montanregion Erzgebirge/Krušnohoří.

## Architektur

### Torhaus
Das Bauwerk zeigt ein Rundbogenportal mit Volutengiebel aus Sandstein, welches seitlich von kannelierten Pilastern gerahmt ist, in den Zwickeln sind vollplastische Köpfe angeordnet. Über dem Gesims in einem kleinen, von einem Dreieckgiebel abgeschlossenen Feld befinden sich zwei Wappen, darüber in einer rundbogigen Nische eine Figur der Justitia, daneben, ebenfalls in Nischen, Personifikationen der Frömmigkeit und Milde aus der Zeit um 1580. In dem darüberliegenden Raum mit Beschlagwerkornamentik, Rosetten und Fruchtgehängen findet sich ein reich stuckiertes Gewölbe (wie im Türkensaal) und Konsolköpfe aus dem abgebrochenen Trompetersaal, die vermutlich von Michael Schwenke oder Lorenz Hornung gefertigt wurden und angeblich Mitglieder der Familie von Bünau darstellen. Derartige Konsolköpfe sind noch in mehreren Räumen des Schlosses erhalten. Als Abschluss dient ein mit Voluten geschmückter Ziergiebel.

### Schloss
An der Südostseite des Schlosses ist ein ähnlich gestaltetes Rundbogenportal, eingefasst von kannelierten Pilastern, zu finden. Über dem Gebälk ist eine Bergbaudarstellung in einem Segmentbogen angeordnet, seitlich zwei wappentragende Bergmänner in Rundbogennischen aus der Zeit um 1580. Die davor befindliche steinerne Brücke und die sich nördlich anschließende kleine Gartenanlage sind auf das Jahr 1716 datiert. Der quadratische Turm und der anschließende Halbrundturm sind ebenfalls mit volutengeschmückten Ziergiebeln ausgestattet. Im Erdgeschoss des quadratischen Turms ist ein ebensolches Gewölbe wie im Türkensaal und Konsolköpfe eingebaut. In dem halbrunden Turm, der unter dem an der Außenwand befindlichen Wappen mit 1556 bezeichnet ist, befindet sich ein Raum (jetzt als Café genutzt) mit Zellengewölbe und Konsolköpfen. Zu den prächtigsten Räumen des Schlosses gehört der Türkensaal, der mit einer reich stuckierten Decke in Beschlag- und Rollwerkornamentik, Nachbildungen türkischer Krieger und exotischer Tierköpfe, sowie einem Allianzwappen derer von Bünau-Bredow aus der Zeit um 1600 ausgestattet ist.
Darüber liegt der Vogelsaal mit einem zweijochigen Netzgewölbe. In den Jahren 1983–1987 wurde der Saal restauriert, dabei wurden Malereien mit Vögeln und floralen Motiven aus der Zeit um 1600 freigelegt und restauriert. In diesem Raum befindet sich von der ehemaligen Ausstattung ein sehr reich gestalteter, farbig bemalter Schrank, der mit der Jahreszahl 1662 bezeichnet ist, der Schrank ist sicherlich älter. Die in ihrer Nutzung mehrfach umgewandelte Schlosskapelle ist mit Tonnengewölbe geschlossen und wurde 1983/1984 restauriert. Die farbig gefassten Konsolköpfe aus Sandstein stammen aus dem Trompetersaal.

### Museum
Im Museum können unter anderem eine Ausstellung zur Pflanzen- und Tierwelt sowie zur Geschichte der Jagd im Osterzgebirge, eine Ausstellung zu dem Baumeister George Bähr, dem Architekten der Dresdner Frauenkirche, zu den Kursächsischen Postmeilensäulen und Postkutschen sowie zu der Müglitztalbahn besichtigt werden. Im Wappensaal können sich Paare trauen lassen.

### Wirtschaftshof
Die Gebäude des Wirtschaftshofes sind im 15. bis 17. Jahrhundert entstanden. An der Ostseite findet sich ein rundbogiger Durchgang, der mit der Jahreszahl 1574 versehen ist; die Gebäude der Westseite sind mit Kreuzgratgewölben im Innern ausgestaltet.